# 카이타이
카이타이(베트남어: Khai Thái / 開泰 개태 / 1324년 ~ 1329년 2월)는 베트남 쩐 왕조(陳朝) 명종(明宗) 쩐마인(陳奣)의 두번째 연호이다.

## 개원
- 다이카인(大慶) 11년 1월 1일[1](율리우스력 1324년 1월 27일)에 연호를 카이타이(開泰)로 개원함.[2][3]

- 카이타이(開泰) 6년 2월 15일[4](율리우스력 1329년 3월 15일)에 연호를 카이흐우(開祐)로 개원함.[2][3]

## 연대 대조표
| 카이타이 | 서기(西紀) | 간지(干支) | 원나라 연호                              |
| 원년     | 1324년     | 갑자(甲子) | 태정(泰定) 원년                          |
| 2년      | 1325년     | 을축(乙丑) | 태정 2년                                 |
| 3년      | 1326년     | 병인(丙寅) | 태정 3년                                 |
| 4년      | 1327년     | 정묘(丁卯) | 태정 4년                                 |
| 5년      | 1328년     | 무진(戊辰) | 태정 5년 천순(天順) 원년 천력(天曆) 원년 |
| 6년      | 1329년     | 기사(己巳) | 천력 2년                                 |

## 동시대 연호

### 중국(몽골)
원(元)
- 태정(泰定) (1324년 ~ 1328년)
- 치화(致和) (1328년)
- 천순(天順) (1328년)
- 천력(天曆) (1328년 ~ 1330년)

### 일본
- 겐코(元亨) (1321년 ~ 1324년)
- 쇼추(正中) (1324년 ~ 1326년)
- 가랴쿠(嘉暦) (1326년 ~ 1329년)

## 같이 보기
- 다른 왕조의 같은 연호
  - 요(遼, 거란) 개태(開泰, 1012년 ~ 1021년)

- 베트남의 연호